# 물레방아 (1983년 드라마)
《물레방아》는 1983년 8월 6일에 방영된 TV문학관이다.

## 줄거리
방원(김기섭)은 성도 모르는 떠돌이다. 나이 서른이 넘도록 장가는커녕 여자도 잘 알지 못하는 야성의 사나이다. 어느 날 그는 시냇물에 떠내려 오는 버선 한 짝을 줍게 된다. 그날 밤 방원은 굿거리를 하는 무리 속에서 한쪽 발을 벗은 미모의 여인(하미혜)에게 버선을 돌려주고 그만 열렬한 사랑의 감정에 사로잡히고 마는데...

## 출연
- 김기섭
- 하미혜
- 박병호
- 이신재
- 여운계
- 백수련
- 하대경
- 유병준
- 신수강
- 홍영자
- 김시원
- 김윤형
- 기정수
- 박현정
- 송종원
- 서영진
- 이종남
- 박종완